# Podomyrma marginata
Podomyrma marginata är en myrart som först beskrevs av Mcareavey 1949.  Podomyrma marginata ingår i släktet Podomyrma och familjen myror. Inga underarter finns listade i Catalogue of Life.